# 安貴朎

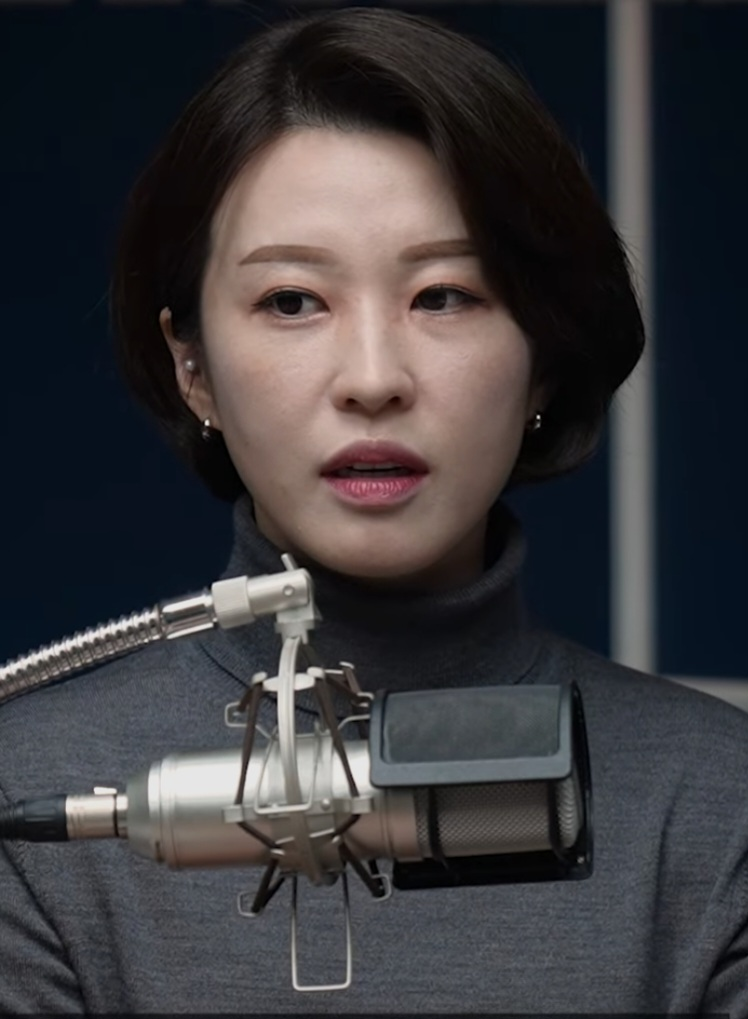
2023年

安 貴朎（アン・グィリョン、朝鮮語: 안귀령、1989年 - ）は、大韓民国の政治家、元ニュースキャスター。

## 経歴
慶州出身で、蔚山で学生時代を過ごした。梨花女子大学校社会科学大学言論情報学科卒。YTNでアナウンサーを務めた後、共に民主党のスポークスパーソンとなった。2024年の第22代総選挙では道峰区甲選挙区から出馬したが、国民の力の金宰燮に敗れて落選した。親明系でありながら、共に民主党のソウル北東部での唯一の落選者であった。
2025年6月4日、李在明大統領により大統領府副報道官に内定された。

## エピソード
第22代総選挙の選挙時期中、隣の道峰区乙選挙区や江北区甲選挙区の水踰駅前で選挙運動を行って、住民を困惑させたことがある。そもそも出馬当時、優秀人材として党の戦略公認をもらったため、選挙区とのゆかりが薄いという問題点も抱えていた。
2024年大韓民国非常戒厳令の際、国会議事堂の本会議場周辺に集まった戒厳軍の兵士が持っていた小銃の銃口を素手でつかみ、「恥ずかしくもないの！」と叫ぶ様子が世界各国で話題となった。